# Baldwin-Täuschung
Die Baldwin-Täuschung ist die scheinbare Änderung der Länge einer Linie in Abhängigkeit von der Größe der zu beiden Seiten angrenzenden Quadrate.

## Geschichte
Die Täuschung ist nach James Mark Baldwin benannt, der sie als erster beschrieb. Eine seiner Studien hatte ergeben, dass Quadrate unterschiedlich groß in Erinnerung geblieben waren, wenn man sie zusammen mit anderen Quadraten verschiedener Größen gezeigt hatte. Daraus schloss er, dass die Größe der Quadrate auch einen vergleichbaren Einfluss haben sollte auf die Wahrnehmung ihres Abstands voneinander.

## Beschreibung und Beobachtung

Baldwin-Täuschung. Die Verbindungslinie zwischen den Quadraten erscheint umso kürzer, je größer die Quadrate werden.

Eine horizontale Linie, das Target, verbindet zwei Quadrate. Sie erscheint umso kürzer, je größer die Quadrate werden.
Wilson und Pressey fanden, dass die wahrgenommene Länge der Verbindungslinie von sehr kleinen Quadraten an erst zunimmt und dann nach einem flachen Maximum wieder kleiner wird.

## Deutung
Für die klassische Form, bei der die Quadrate mit den Linienenden verbunden sind und in der Größe variiert werden, gibt es mehrere Erklärungsversuche. Grundlegend scheint zu sein, dass das Rahmenverhältnis ein wesentlicher Faktor für die Intensität der Illusion ist, also das Verhältnis von Stimulusgröße und Targetlänge. Nach der „Adaption level theory“ wird die Größe eines Objekts relativ zur Größe anderer Objekte im Gesichtsfeld wahrgenommen. Eine andere Erklärung erfolgt über die Sehgrößenkonstanz, wofür es wiederum mehrere Deutungen gibt, was die Ursache betrifft. Nach einer davon verarbeitet das visuelle System nur den aktuell interessierendenTeil des Retinabilds, projiziert diesen jedoch auf ein immer gleich großes inneres Wahrnehmungsformat. Mit zunehmender Ausdehnung des gesamten Stimulus macht die Länge der Linie einen immer geringeren Anteil am erfassten Bildwinkel aus und erscheint deshalb in der Wahrnehmung stetig kleiner.

## Weitere Effekte
In einer anderen Variante bleiben die Quadrate gleich groß, werden aber entlang der Linienachse symmetrisch zum Linienmittelpunkt verschoben, so dass sie entweder innerhalb der Linie angeordnet sind oder auch außerhalb so, dass eine Lücke zwischen dem Linienende und dem Quadrat bleibt. Die beobachtete Kurve zeigt ein scharfes Maximum, wenn die Quadrate gerade an das Target anschließen.
Der Effekt ist auch von der Orientierung des Stimulus abhängig. Die wahrgenommene Länge des Targets ist bei vertikaler Orientierung am größten, verringert sich bis 450 nur geringfügig und nimmt dann über 300 zur horizontalen Orientierung hin deutlich ab.